# 糖

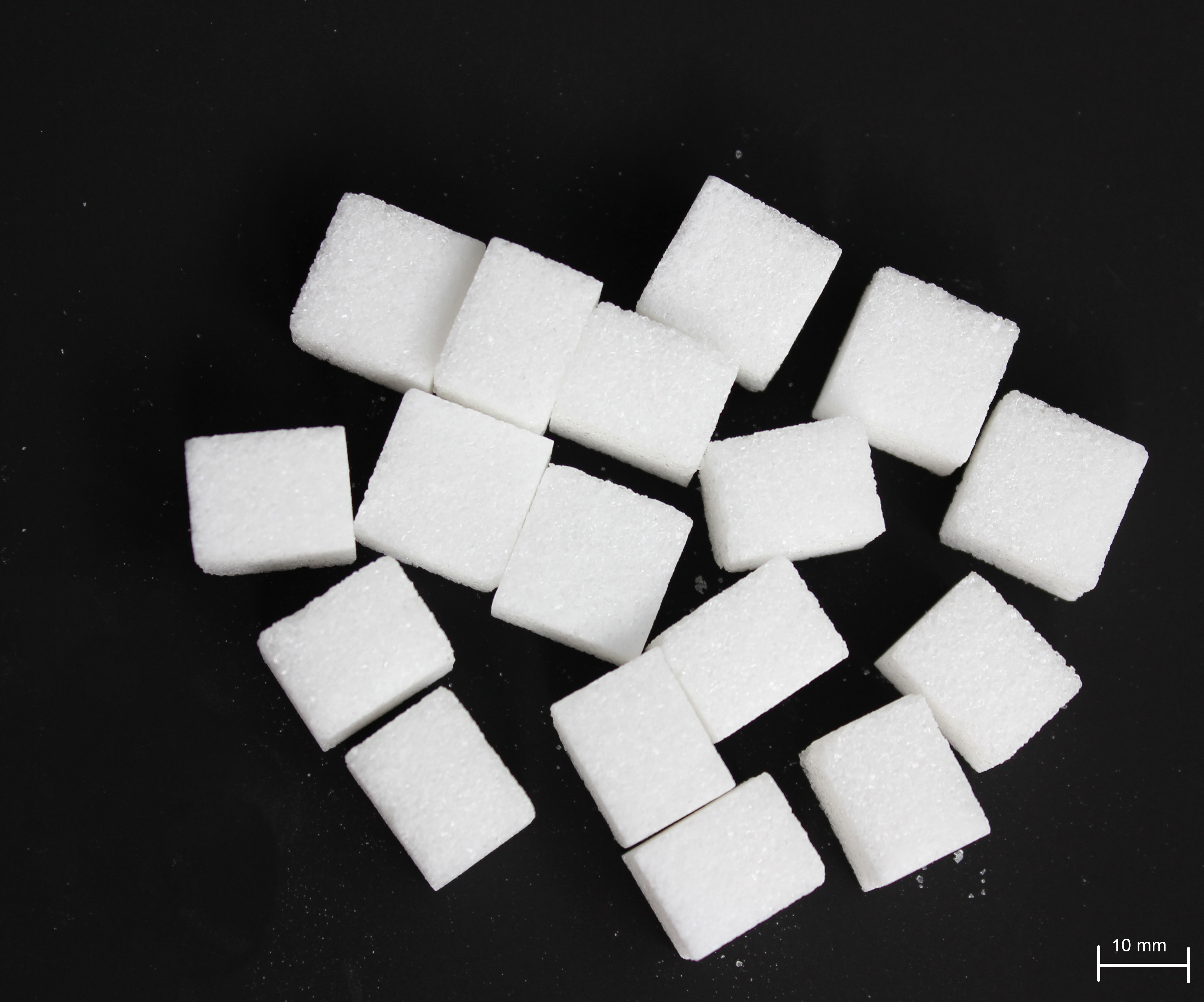
方糖

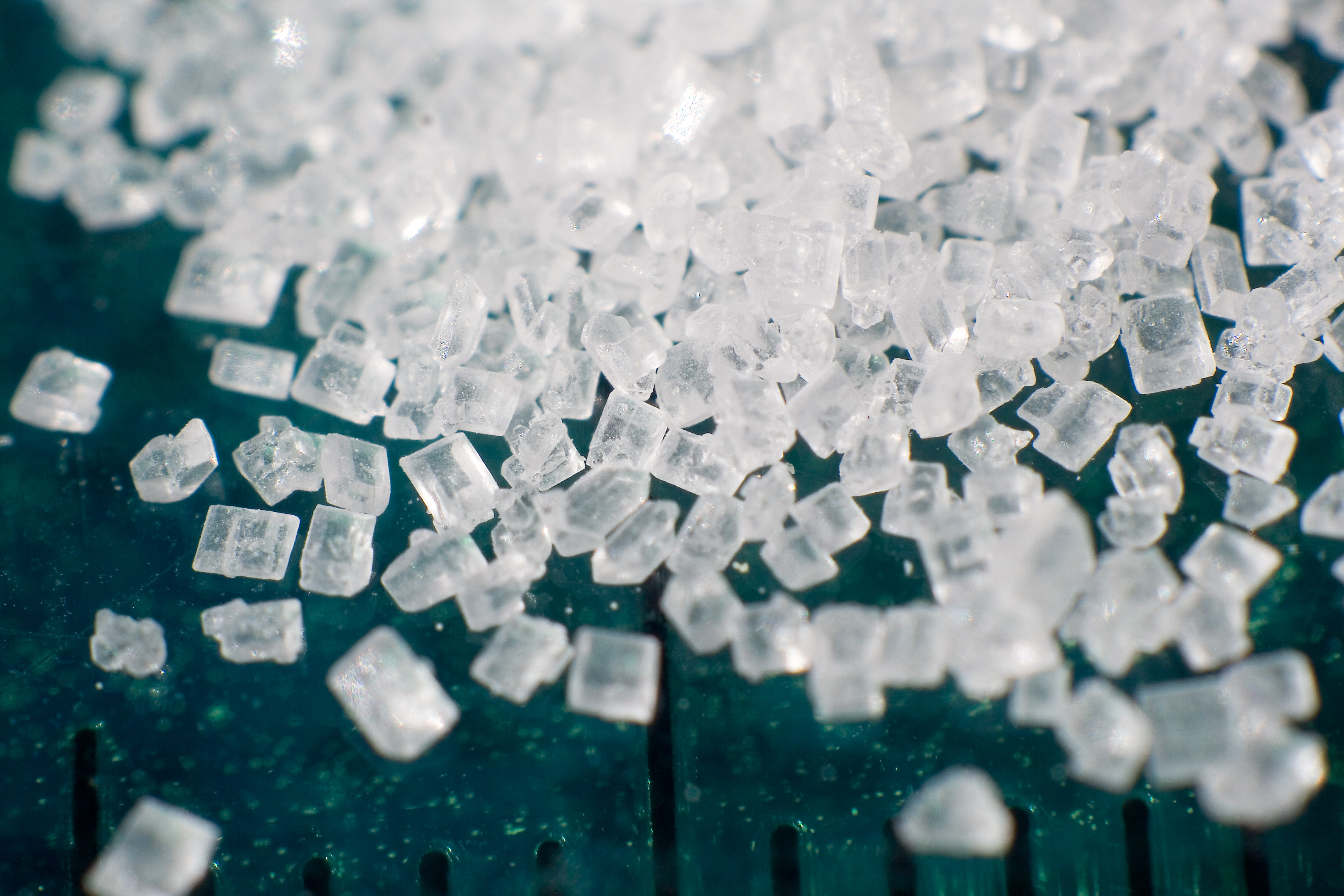
冰糖

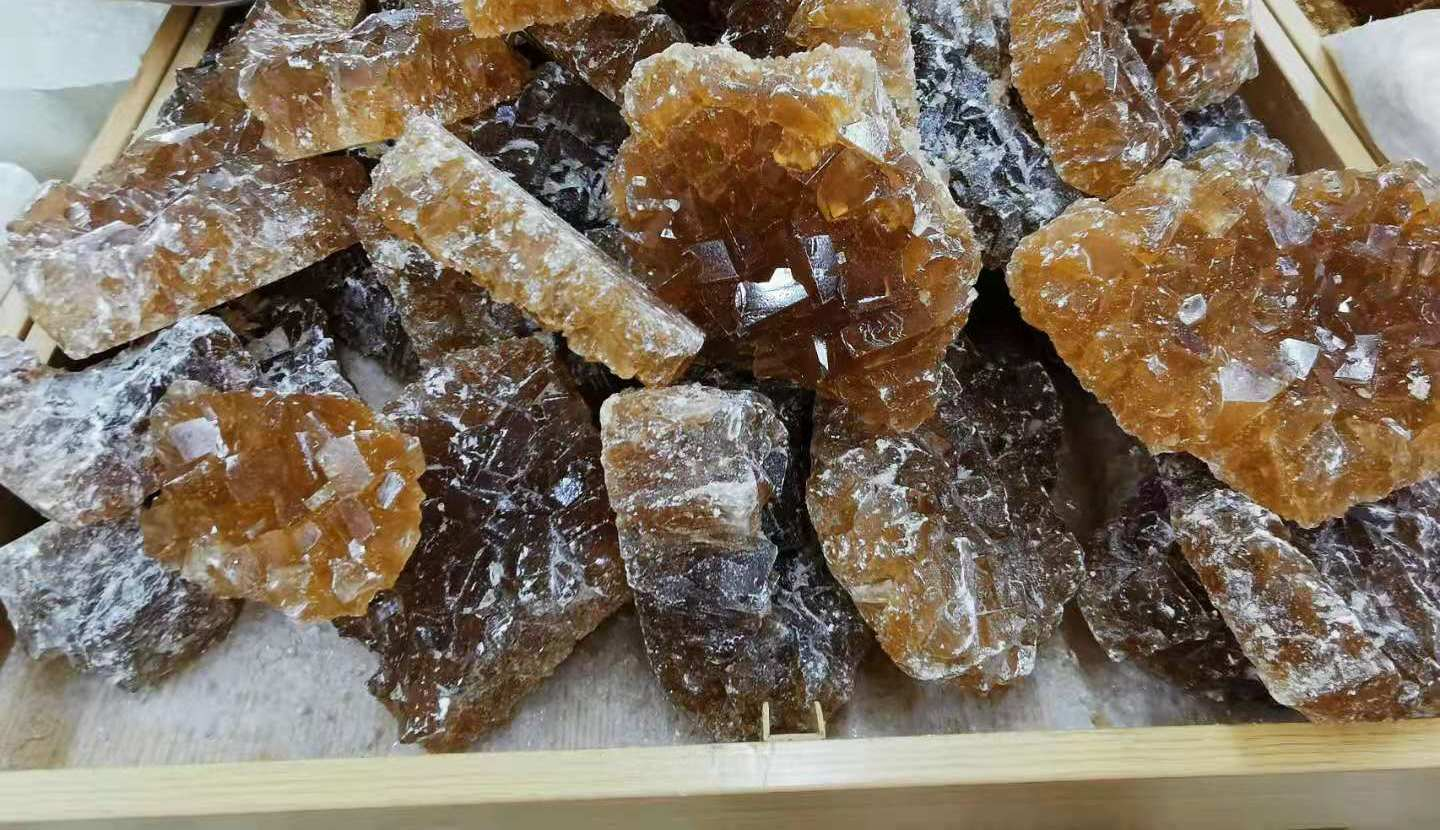
於中國雲南瀘西超市的黃冰糖

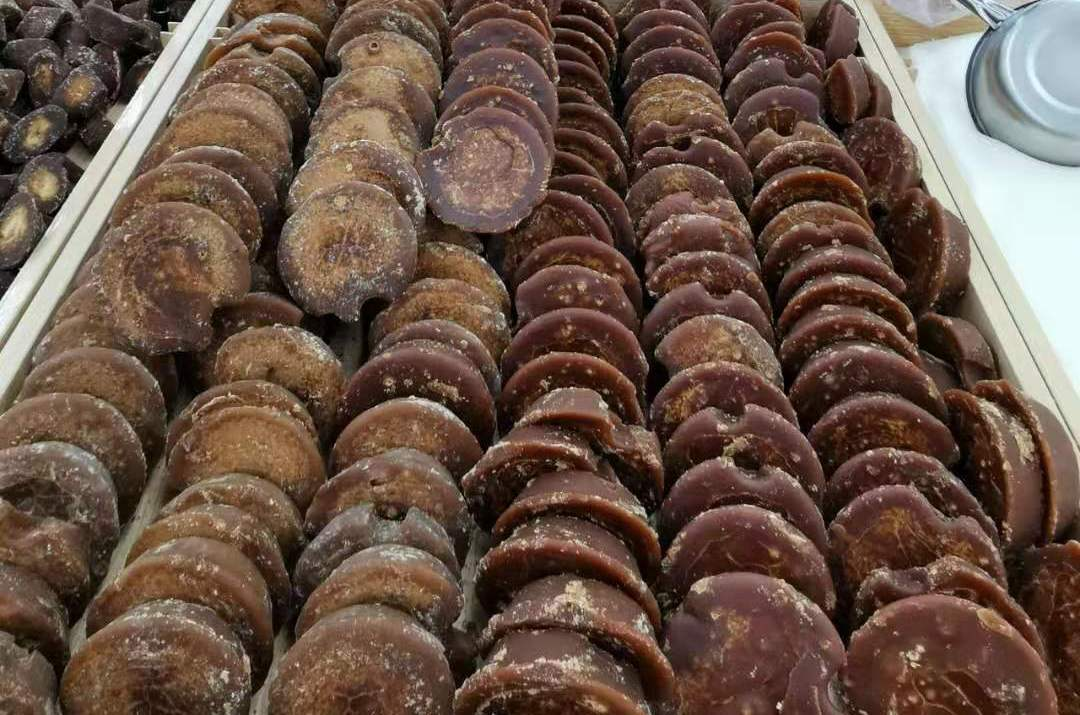
中國雲南傳統手工紅糖

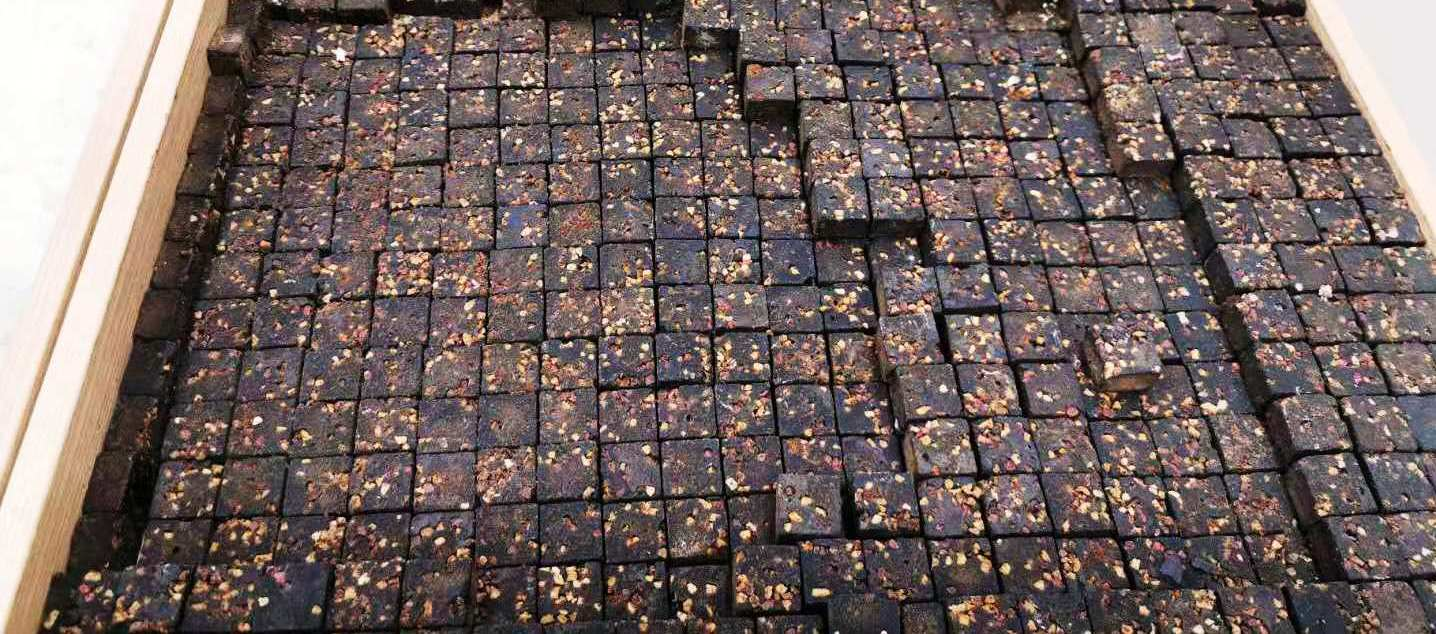
中國雲南傳統手工黑糖，可加入玫瑰、桂花、老姜等等香料。

糖，泛指各種可食、可溶且帶有甜味，以蔗糖為主的醣類晶體，大多用於食品。
大部份的植物組織中都含有糖分，但只有在如甘蔗及糖用甜菜等糖料植物中才有足以精煉製糖的濃度。依全球生產比例來看，甘蔗糖約占七成，甜菜糖約占三成。自古在南亞及東南亞等熱帶地區就有甘蔗種植，18世紀以來於西印度群島和美洲大量設立的製糖工廠大幅提高了糖的產量，使糖首次成為大眾得以負擔的日常消费品，此前若想使食物帶有甜味大多需仰賴蜂蜜。糖用甜菜則是甜菜的一個栽培品种，生長於較為寒冷的氣候中，自十九世紀出現糖的萃取技術後，也成為糖的主要來源。糖的生產及交易在許多方面都改變了人類歷史，包括殖民的形成、奴隶制度的出現、契約勞工的產生、19世紀時因控制國際糖貿易的國家而產生的遷徙及戰爭，以及新大陸的民族組成和政治結構。
糖在有機化學中屬於醣類，由碳、氫及氧三種原子組成。單醣是結構較簡單的糖，包括葡萄糖、果糖及半乳糖。日常用的蔗糖則屬於雙醣，在人體中會分解成葡萄糖及果糖。其他的雙醣有麥芽糖及乳糖。較長鏈的糖依定義稱為寡醣或多醣。有些化學結構不同的物質也有甜味，但不會歸類為糖，有些會用來代替食物中的糖，稱為甜味劑，一般俗稱代糖。
全世界在2011年消耗了1.68億噸的糖，每人每年平均消耗24公斤的糖（若在工業化國家中，每人年均消耗量則為33.1公斤），相當每人每天從糖攝取了260卡路里。在二十世紀後期開始質疑高糖分（特別是精製糖分）的飲食到底對人類是否有益。食糖已確定和肥胖有關，也懷疑和糖尿病、心血管疾病、癡呆有關聯。各種研究都試著找出其中的關係，但結果各有不同，原因是很難找到完全不攝取糖，或是幾乎不攝取糖的控制組族群。

## 字源

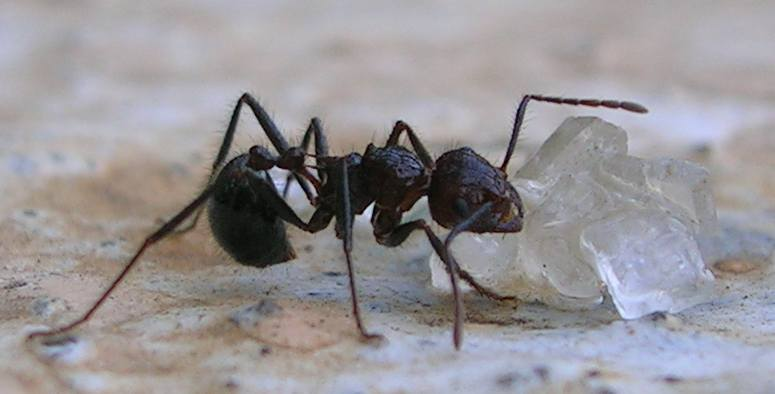
螞蟻在搬糖

飴字在先秦古籍中就出现了。汉代时，陸續出现了、“餳”和“餹”等字。飴、𩛿指软糖，餳、餹指硬糖。飴讀为yí，𩛿、餳讀xíng，餹讀为táng（餳多音字亦有táng的讀音）。在六朝時才出現“糖”字。中国蔗糖的制造始于三国魏晋南北朝到唐代之間的一个時代。
李時珍《本草綱目》載：“糖法出西域，唐太宗始遣人傳其法入中國，以蔗準過樟木槽取而分成清者，為蔗餳。凝結有沙者為沙糖，漆甕造成如石如霜如冰者為石蜜、為糖霜、為冰糖。”醣字始見于民國，為化學翻譯而造，在中国大陆的汉字简化過程中被歸併簡化為糖。
英語的糖sugar源自梵语的（śarkarā）  及波斯語‎ shakkar，很可能是因為義大利商人而進入英國，當時義大利文的糖是zucchero，而西班牙语及葡萄牙語的糖（azúcar及açúcar），保留了阿拉伯人定冠詞的痕跡。古法文中的糖是zuchre，現代法文則是sucre，最早希腊语中的字是σάκχαρις （sákkʰaris），不過有關譜系詞的傳播方式，目前還沒有一個令人滿意的解釋。

## 原料
食糖為重要的農產品，其來源作物可能是甘蔗、甜菜（在日本亦稱為砂糖蘿蔔）、蘆粟等。

## 蔗糖
一般的食用糖是蔗糖，以蔗糖为主要成分的食糖根据纯度的由高到低又分为：冰糖（99.9%）、白砂糖（99.5%）、绵白糖（97.9%）和赤砂糖（也称红糖或黑糖，89%）。
以臺灣糖業公司的產品為例，其所生產以蔗糖為原料的食糖有：冰糖、白糖、紅糖。

### 冰糖
糖度：99.9%以上。精煉白糖經溶解與多次結晶煉製而成，因结晶像冰块，因而得名。冰糖可以以精煉糖廠、精煉車間的中間制品——精制糖浆為生产原料，也可以以白砂糖为原料，成品冰糖有白色、微黄、微红、深红等色。

### 白糖
糖度：99.6%以上。原料蔗糖經溶解去雜質及多次結晶煉製而成的高純度白糖。

### 紅糖
糖度：88％以上。紅糖又稱天然糖或有機糖。甘蔗榨汁去雜質後熬煉激晶而成。过去红糖是生产白糖的中间产品，最後會逐漸生產出砂糖與最終成品白糖，而现在由于离心工藝的改進，一般直接生产出白糖，再添加糖蜜制得红糖，所以現代的紅糖是跟以前是不一樣的。另外，俗稱的黑糖，是與紅糖同樣的糖品，主要顏色差異源于糖蜜的比例不同。

## 製造

### 精煉

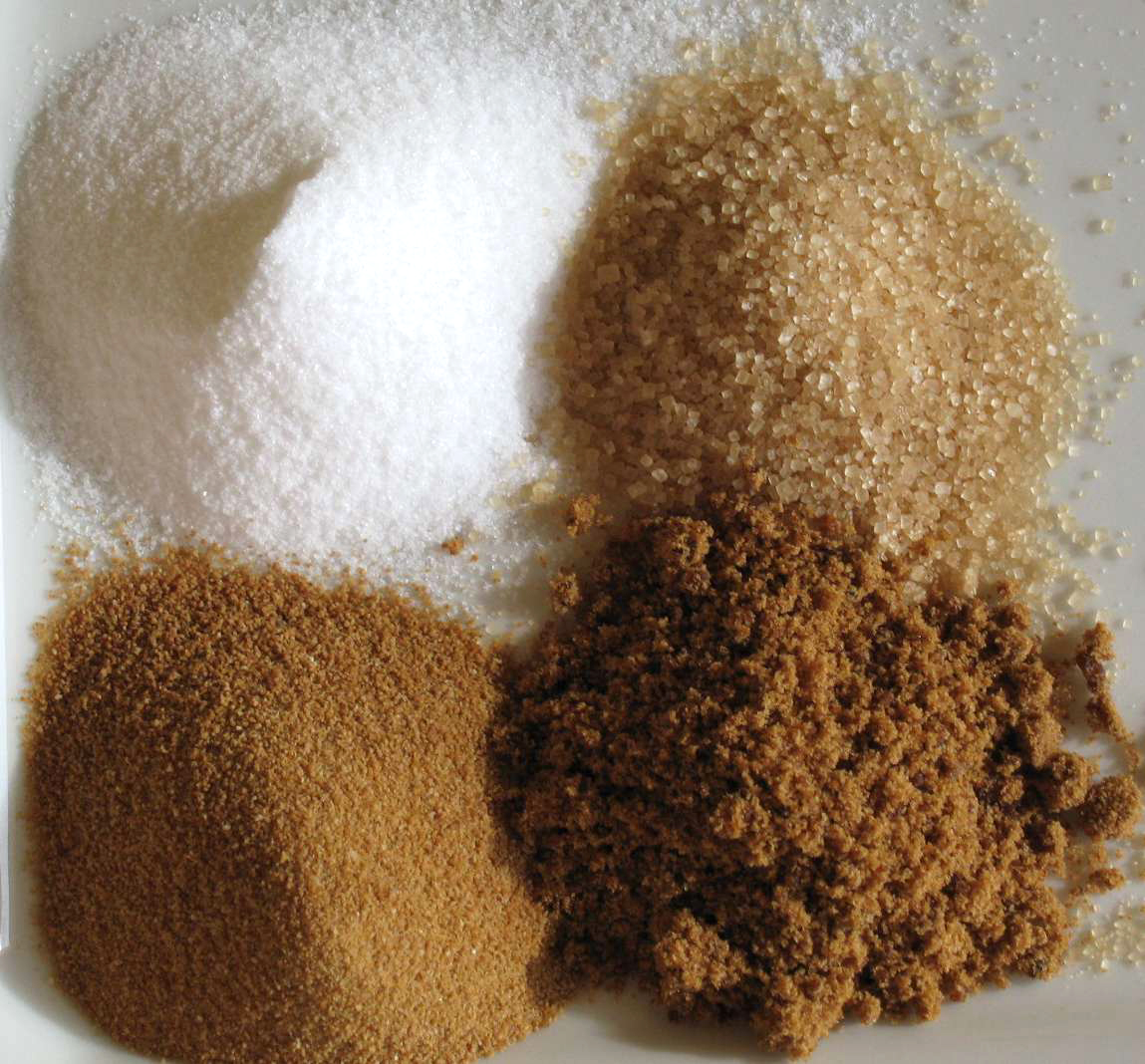
有精煉及沒有精煉的糖

原糖會經過精炼過程，去除其中的糖蜜，剩下的就是精製糖。原糖是直接由甘蔗或糖用甜菜中提煉的蔗糖，精煉後即為一般使用的精製糖或白糖。

### 生產國
2011年的五大糖生產國分別是巴西、印度、歐盟、中國和泰國。同一年的前四大糖出口國為巴西、泰國、澳洲及印度，前三大糖進口國為歐盟、美國及印尼。若以人均消耗量來算，巴西是人均消耗量最多的國家，其次是澳洲、泰國及歐盟。
| 國家     | 2007/08 | 2008/09 | 2009/10 | 2010/11 | 2011/12 |
| -------- | ------- | ------- | ------- | ------- | ------- |
| 巴西     | 31,600  | 31,850  | 36,400  | 38,350  | 35,750  |
| 印度     | 28,630  | 15,950  | 20,637  | 26,650  | 28,300  |
| 欧洲联盟 | 15,614  | 14,014  | 16,687  | 15,090  | 16,740  |
| 中國     | 15,898  | 13,317  | 11,429  | 11,199  | 11,840  |
| 泰國     | 7,820   | 7,200   | 6,930   | 9,663   | 10,170  |
| 美国     | 7,396   | 6,833   | 7,224   | 7,110   | 7,153   |
| 墨西哥   | 5,852   | 5,260   | 5,115   | 5,495   | 5,650   |
| 俄羅斯   | 3,200   | 3,481   | 3,444   | 2,996   | 4,800   |
| 巴基斯坦 | 4,163   | 3,512   | 3,420   | 3,920   | 4,220   |
|          | 4,939   | 4,814   | 4,700   | 3,700   | 4,150   |
| 其他     | 38,424  | 37,913  | 37,701  | 37,264  | 39,474  |
| 合計     | 163,536 | 144,144 | 153,687 | 161,437 | 168,247 |

## 風味
挑選糖類對應了風味：
1、顏色越透亮，純度越高
2、結晶大小越大，口感質地越粗糙
3、顏色越深，香氣、口味越重

## 糖與健康 (建議食用量)
除了肥胖及糖尿病風險外，由於糖在體內會轉換為血脂(脂肪)，吃糖過量也會造成高血脂及脂肪肝。
美國認為糖的安全食用量是低於總熱量的10%，而世界衛生組織（WHO）則認為要低於5%；無論是哪種標準，都是很容易過量的標準。
2015年3月4日，世界衛生組織（WHO）公布新版飲食指南，建議將游離糖的量減至每日攝取總熱量的5%以下，亦即不超過25公克（6茶匙），以避免肥胖症、蛀牙和糖尿病、心血管疾病甚至癌症等文明病。
哈佛醫學院 （页面存档备份，存于）亦發表了健康飲食餐盤指引, 當中明確表示, 應避免含糖之飲料, 限制糖的攝取。因為糖為熱量的主要來源, 而且通常營養價值很低。
游離糖分包括食物及飲料中由製造商、廚師或是消費者加入的單糖及雙糖，以及蜂蜜、糖漿、果糖及濃縮果汁中的天然糖分。

## 成癮性
糖類成癮是指糖和許多食物成癮症狀（如暴飲暴食、戒斷、食物渴求及交叉致敏）之間的關係。有些科學家聲稱過量的糖類或糖果攝取會出現類似類似海洛英中毒的症狀，日本白澤卓二稱為「糖中毒」。

## 測量
一般烹飪糖因為顆粒大小不同，加上濕氣的因素，其密度會有所不同。
Domino食品提供了以下重量和體積之間的換算關係，單位用美制单位：
- 緊包裝的紅糖：一磅約2.5杯（英语：Cup (unit)）（或每公斤1.3公升，每公升0.77公斤）
- 砂糖：一磅約2.25杯（英语：Cup (unit)）（或每公斤1.17公升，每公升0.85公斤）
- 未篩分糖粉：一磅約3.75杯（英语：Cup (unit)）（或每公斤2.0公升，每公升0.5公斤）

Powder and Bulk出版的"Engineering Resources – Bulk Density Chart"有不同的資料，其密度如下：
- 甜菜糖 0.80 g/mL
- 葡萄糖 0.62 g/mL
- 砂糖 0.70 g/mL
- 糖粉 0.56 g/mL

## 延伸阅读
[在维基数据编辑]
 《欽定古今圖書集成·經濟彙編·食貨典·糖部》，出自陈梦雷《古今圖書集成》